# IPad mini
iPad mini（アイパッド ミニ）は、Appleによって開発及び販売されているタブレット型コンピュータである。

## 沿革

### 2012年
- 10月23日 （米国時間） -  米国カリフォルニア州サンノゼで開かれたスペシャルイベントでiPad mini 第1世代が発表[1][2]。
- 10月26日 -  iPad mini 第1世代 Wi-Fiモデルの予約受付開始[3]。
- 11月2日 - iPad mini 第1世代  Wi-Fiモデル発売開始[4]。
- 11月16日（米国時間） - 米国にてiPad mini 第1世代 Wi‑Fi+Cellularモデル発売開始[5]。
- 11月30日 - 日本にてiPad mini 第1世代 Wi‑Fi+Cellularモデル発売開始[6]。

### 2013年
- 5月13日 - ソフトバンクテレコムは、東日本旅客鉄道が乗務員向けにiPad miniを7000台導入すると発表した[7][8]。
- 5月31日 - 全モデルの日本国内価格が引き上げられた[9]。値上げ理由は、「円安ドル高による改訂」としている[10]。米国では値段は据え置かれている[11]。
- 10月22日（米国時間）- 製品発表会で第2世代となる「iPad mini Retinaディスプレイモデル」を発表[12]。
- 11月12日（米国時間）- 日本・アメリカ・オーストラリア・ニュージーランド・中国（Wi-Fiモデルのみ）・シンガポール・香港で発売開始[13]。
- 11月14日（日本時間） - 日本でWi-Fi+Cellularモデルを発売。

### 2014年
- 10月16日（米国時間） - 製品発表会で第3世代となる「iPad mini 3」を発表。これに合わせる形で第2世代モデルの名称が「iPad mini 2」に変更される。
- 10月22日（日本時間） - iPad mini 3発売。

### 2015年
- 9月9日（米国時間） - 製品発表会で第4世代となる「iPad mini 4」を発表し、即日発売開始。

### 2017年
- 3月21日（日本時間） - 「iPad mini 2」を販売終了。「iPad mini 4」は128GBのラインナップのみとなる。

### 2019年
- 3月18日（米国時間） - プレスリリースで第5世代となる「iPad mini (第5世代)」を発表し、即日発売開始。

### 2021年
- 9月14日（米国時間） - 製品発表会で第6世代となる「iPad mini (第6世代)」を発表。9月24日から発売開始。

### 2024年
- 10月15日（米国時間） - プレスリリースで第7世代となる「iPad mini (A17 Pro)」を発表し、10月23日から発売開始。

## 機種ごとの仕様一覧
表凡例（いずれも日本国内でのアップル社の対応）
 販売も修理受付も終了  販売は終了だが修理は受付中  販売中 
| 機種                                                       | iPad mini（第1世代）                                                                    | iPad mini Retina iPad mini 2                                                            | iPad mini 3                                                                             | iPad mini 4                                                                             | iPad mini (第5世代)                                                                      | iPad mini (第6世代)                                                                                         | iPad mini (A17 Pro)                                                                                         |
| ---------------------------------------------------------- | --------------------------------------------------------------------------------------- | --------------------------------------------------------------------------------------- | --------------------------------------------------------------------------------------- | --------------------------------------------------------------------------------------- | ---------------------------------------------------------------------------------------- | --- | --- |
| 初期搭載iOS                                                | iOS 6.0                                                                                 | （mini Retina）iOS 7.0 （mini 2）iOS 8.1                                                | iOS 8.1                                                                                 | iOS 9.0                                                                                 | iOS 12.1.4                                                                               | iPadOS 15                                                                                                   | iPadOS 18                                                                                                   |
| 対応iOS最新版                                              | iOS 9.3.5 (iOS 9.3.6)                                                                   | iOS 12.5.7                                                                              | iOS 12.5.7                                                                              | iPadOS 15.8.4                                                                           | iPadOS 18.5                                                                              | iPadOS 18.5                                                                                                 | iPadOS 18.5                                                                                                 |
| iOS最終サポート系列                                        | iOS 9系                                                                                 | iOS 12系                                                                                | iOS 12系                                                                                | iPadOS 15系                                                                             |                                                                                          | | |
| SoC                                                        | Apple A5                                                                                | Apple A7                                                                                | Apple A7                                                                                | Apple A8                                                                                | Apple A12 Bionic                                                                         | Apple A15 Bionic                                                                                            | Apple A17 Pro                                                                                               |
| SoC                                                        | 32ビット                                                                                | 64ビット                                                                                | 64ビット                                                                                | 64ビット                                                                                | 64ビット                                                                                 | 64ビット | 64ビット |
| CPU                                                        | 2コア 1.0GHz                                                                            | 2コア 1.3GHz                                                                            | 2コア 1.3GHz                                                                            | 2コア 1.5GHz                                                                            | 6コア 2.49GHz                                                                            | 6コア | 6コア |
| GPU                                                        | PowerVR SGX 543MP2 2コア                                                                | PowerVR G6430 4コア                                                                     | PowerVR G6430 4コア                                                                     | PowerVR G6450 4コア                                                                     | Appleデザイン 4コア                                                                      | Appleデザイン 5コア                                                                                         | Appleデザイン 5コア                                                                                         |
| メインメモリ                                               | 512MB LPDDR2                                                                            | 1GB LPDDR3                                                                              | 1GB LPDDR3                                                                              | 2GB LPDDR3                                                                              | 3GB LPDDR4X                                                                              | 4GB LPDDR4X                                                                                                 | 8GB LPDDR5                                                                                                  |
| フラッシュ メモリ                                          | 16/32/64GB                                                                              | （mini Retina）16/32/64/128GB （mini 2）16/32GB                                         | 16/64/128GB                                                                             | 16/32/64/128GB                                                                          | 64/256GB                                                                                 | 64/256GB | 128/256/512GB                                                                                               |
| ディスプレイ                                               | 7.9インチ型TFT（IPS）マルチタッチ液晶                                                   | 7.9インチ型TFT（IPS）マルチタッチ液晶                                                   | 7.9インチ型TFT（IPS）マルチタッチ液晶                                                   | 7.9インチ型TFT（IPS）マルチタッチ液晶                                                   | 7.9インチ型TFT（IPS）マルチタッチ液晶                                                    | 8.3インチ型TFT（IPS）マルチタッチ液晶                                                                       | 8.3インチ型TFT（IPS）マルチタッチ液晶                                                                       |
| ディスプレイ                                               | XGA（eXtended Graphics Array） 画素数：1024×768ピクセル 解像度：163ppi                  | Retinaディスプレイ、QXGA（Quad-XGA） 画素数：2048×1536ピクセル 解像度：326ppi           | Retinaディスプレイ、QXGA（Quad-XGA） 画素数：2048×1536ピクセル 解像度：326ppi           | Retinaディスプレイ、QXGA（Quad-XGA） 画素数：2048×1536ピクセル 解像度：326ppi           | Retinaディスプレイ、QXGA（Quad-XGA） 画素数：2048×1536ピクセル 解像度：326ppi            | Retinaディスプレイ、QXGA（Quad-XGA） 画素数：2266×1488ピクセル 解像度：326ppi                               | Retinaディスプレイ、QXGA（Quad-XGA） 画素数：2266×1488ピクセル 解像度：326ppi                               |
| ディスプレイ                                               |                                                                                         |                                                                                         |                                                                                         |                                                                                         | Apple Pencil (第1世代)対応                                                               | Apple Pencil (第2世代/USB-C)対応                                                                            | Apple Pencil (Pro/USB-C), ホバー対応                                                                        |
| 通信方式 （Wi-Fi）                                         | Wi-Fi（802.11 a/b/g/n） Bluetooth 4.0+HS                                                | Wi-Fi（802.11 a/b/g/n）、MIMO Bluetooth 4.0+HS                                          | Wi-Fi（802.11 a/b/g/n）、MIMO Bluetooth 4.0+HS                                          | Wi-Fi（802.11 a/b/g/n/ac）、MIMO Bluetooth 4.2                                          | Wi-Fi 5（802.11 a/b/g/n/ac）、MIMO Bluetooth 5.0                                         | Wi-Fi 6（802.11 ax）、MIMO Bluetooth 5.0                                                                    | Wi-Fi 6E（802.11 ax）、MIMO Bluetooth 5.3                                                                   |
| センサー                                                   | 3軸ジャイロスコープ 加速度センサー 環境光センサー                                       | 3軸ジャイロスコープ 加速度センサー 環境光センサー                                       | 指紋認証センサー（Touch ID） 3軸ジャイロスコープ 加速度センサー 環境光センサー          | 指紋認証センサー（Touch ID） 3軸ジャイロスコープ 加速度センサー 環境光センサー 気圧計   | 指紋認証センサー（Touch ID） 3軸ジャイロスコープ 加速度センサー 環境光センサー 気圧計    | 指紋認証センサー（Touch ID） 3軸ジャイロスコープ 加速度センサー 環境光センサー 気圧計                       | 指紋認証センサー（Touch ID） 3軸ジャイロスコープ 加速度センサー 環境光センサー 気圧計                       |
| カメラ （バック）                                          | HDビデオ撮影（1080p、最大30fps、オーディオ入り） 静止画（5倍デジタルズーム、500万画素） | HDビデオ撮影（1080p、最大30fps、オーディオ入り） 静止画（5倍デジタルズーム、500万画素） | HDビデオ撮影（1080p、最大30fps、オーディオ入り） 静止画（5倍デジタルズーム、500万画素） | HDビデオ撮影（1080p、最大30fps、オーディオ入り） 静止画（5倍デジタルズーム、800万画素） | HDビデオ撮影（1080p、最大120fps、オーディオ入り） 静止画（3倍デジタルズーム、800万画素） | 4Kビデオ撮影（最大240fps[1080p]、オーディオ入り） 静止画（5倍デジタルズーム、12MP画素） 写真のスマートHDR 3 | 4Kビデオ撮影（最大240fps[1080p]、オーディオ入り） 静止画（5倍デジタルズーム、12MP画素） 写真のスマートHDR 4 |
| カメラ （フロント）                                        | HDビデオ撮影（720p、最大30fps、オーディオ入り） 静止画（120万画素）                     | HDビデオ撮影（720p、最大30fps、オーディオ入り） 静止画（120万画素）                     | HDビデオ撮影（720p、最大30fps、オーディオ入り） 静止画（120万画素）                     | HDビデオ撮影（720p、最大30fps、オーディオ入り） 静止画（120万画素）                     | HDビデオ撮影（1080p、最大30fps、オーディオ入り） 静止画（700万画素）                     | HDビデオ撮影（1080p、最大60fps、オーディオ入り） 静止画（12MP画素） 写真のスマートHDR 3                     | HDビデオ撮影（1080p、最大60fps、オーディオ入り） 静止画（12MP画素） 写真のスマートHDR 4                     |
| 外部接続端子                                               | Lightning（480Mbps）                                                                    | Lightning（480Mbps）                                                                    | Lightning（480Mbps）                                                                    | Lightning（480Mbps）                                                                    | Lightning（480Mbps）                                                                     | USB-C（5Gbps）                                                                                              | USB-C（10Gbps）                                                                                             |
| バッテリー                                                 | 電圧3.75ボルト 16.3ワット時のリチウムポリマー電池 最長10時間のバッテリー駆動            | 電圧3.75ボルト 23.8ワット時のリチウムポリマー電池 最長10時間のバッテリー駆動            | 電圧3.75ボルト 23.8ワット時のリチウムポリマー電池 最長10時間のバッテリー駆動            | 電圧3.82ボルト 19.32ワット時のリチウムポリマー電池 最長10時間のバッテリー駆動           | 19.1ワット時のリチウムポリマー電池                                                       | 19.3ワット時のリチウムポリマー電池                                                                          | 19.3ワット時のリチウムポリマー電池                                                                          |
| サイズ                                                     | 200mm（縦）×134.7mm（横）×7.2mm（厚）                                                   | 200mm（縦）×134.7mm（横）×7.5mm（厚）                                                   | 200mm（縦）×134.7mm（横）×7.5mm（厚）                                                   | 203.2mm（縦）×134.8mm（横）×6.1mm（厚）                                                 | 203.2mm（縦）×134.8mm（横）×6.1mm（厚）                                                  | 195.4mm（縦）×134.8mm（横）×6.3mm（厚）                                                                     | 195.4mm（縦）×134.8mm（横）×6.3mm（厚）                                                                     |
| 重さ                                                       | 308g（Wi-Fi） 312g（Wi‑Fi+Cellular）                                                    | 331g（Wi-Fi） 341g（Wi‑Fi+Cellular）                                                    | 331g（Wi-Fi） 341g（Wi‑Fi+Cellular）                                                    | 298.8g（Wi-Fi） 304g（Wi‑Fi+Cellular）                                                  | 300.5g（Wi-Fi） 308.2g（Wi‑Fi+Cellular）                                                 | 293g（Wi-Fi） 297g（Wi‑Fi+Cellular）                                                                        | 293g（Wi-Fi） 297g（Wi‑Fi+Cellular）                                                                        |
| ビンテージ製品 と オブソリート製品 （Appleによるサポート） | オブソリート （全世界）                                                                 | オブソリート （全世界）                                                                 | オブソリート （全世界）                                                                 | ビンテージ （全世界）                                                                   |                                                                                          | | |
| 機種                                                       | iPad mini（第1世代）                                                                    | iPad mini Retina iPad mini 2                                                            | iPad mini 3                                                                             | iPad mini 4                                                                             | iPad mini (第5世代)                                                                      | iPad mini (第6世代)                                                                                         | iPad mini (A17 Pro)                                                                                         |

モバイルネットワーク（3G/LTE）対応モデルを含めた各機種の仕様詳細については各機種の記事を参照。

## iPadモデルの変遷
（横スクロールできる画像です）